# Saint-Nazaire-le-Désert
Saint-Nazaire-le-Désert ist eine Gemeinde im französischen Département Drôme in der Region Auvergne-Rhône-Alpes. Sie gehört zum Kanton Le Diois und zum Arrondissement Die.

## Geografie
Die Ortschaft wird von der Roanne passiert. Nachbargemeinden sind Crupies im Westen, Les Tonils und Rochefourchat im Nordwesten, Pradelle im Norden, Brette im Nordosten, Volvent im Osten, Chalancon im Südosten, Gumiane im Süden und Bouvières im Südwesten.

## Bevölkerungsentwicklung
| Jahr                       | 1962 | 1968 | 1975 | 1982 | 1990 | 1999 | 2008 | 2016 |
| -------------------------- | ---- | ---- | ---- | ---- | ---- | ---- | ---- | ---- |
| Einwohner                  | 317  | 257  | 205  | 197  | 168  | 183  | 138  | 190  |
| Quellen: Cassini und INSEE |      |      |      |      |      |      |      |      |